# 宋笔锋
宋笔锋（1963年3月—）， 陕西凤翔人，西北工业大学航空学院院长，研究方向为飞机多学科设计优化与顶层决策技术等。任中国航空学会理事，中华人民共和国教育部第四批"长江学者"特聘教授。